# Aerangis × primulina
Aerangis × primulina é um um híbrido natural de orquídeas, supostamente entre a Aerangis citrata e Aerangis hyaloides, monopodial, epífita, encontrada em uma única vez em Madagascar (1941).